# Hodowla wirusów
Hodowla wirusów – namnażanie wirusów w żywych komórkach w warunkach laboratoryjnych.

## Rys historyczny
W latach 30. XX w. opracowano metody hodowli wirusów w zarodkach kurzych. W latach 40. rozwinięto techniki hodowli komórek, składy pożywek, pojawiła się możliwość użycia antybiotyków. W 1949 John Enders ze współpracownikami zdołał namnożyć wirusa polio w komórkach ludzkich hodowanych in vitro. To osiągnięcie doprowadziło do identyfikacji i izolacji wielu wirusów w latach 50. i 60. oraz powiązanie ich z chorobami. W latach 70. znacznie rozwinęła się diagnostyka wirusologiczna dzięki pojawieniu się reagentów o wysokiej czystości oraz dostępności gotowych linii komórkowych.

## Wybór systemu hodowli
Generalnie wirusy mogą replikować się tylko w żywych komórkach. Czasami trudno jest znaleźć odpowiednią linię komórek, w której dane wirusy by się namnażały. 
Bakteriofagi hoduje się w kulturach bakterii. Wirusy roślin można hodować w specjalnie do tego celu uprawianych roślinach lub też w kulturach protoplastów (komórek roślinnych pozbawionych ściany komórkowej). Wirusy zwierzęce najczęściej namnaża się w hodowanych komórkach zwierzęcych. Poza tym można je hodować w całych organizmach zwierzęcych (np. w myszach) lub pewnych organach, w jajach zawierających kurzy zarodek lub w larwach insektów.
W przypadku wirusów zwierzęcych i ludzkich żywe organizmy jako gospodarze są wykorzystywane w badaniu patogenezy, immunologii, podczas testowania szczepionek, leków. Wykorzystywanie zwierząt wzbudza zastrzeżenia natury etycznej, m.in. dlatego do badania replikacji, do celów diagnostycznych stosowane są komórkowe kultury in vitro. Kultury komórkowe wyparły też w dużej mierze hodowle wirusów w zarodkach kurzych – te stosuje się obecnie w przypadku wirusów ptaków, pokswirusów i wirusów grypy.

## Hodowla wirusów w kulturach komórkowych
Komórki do hodowli wirusów są utrzymywane w pożywce zapewniającej substancje odżywcze, odpowiednie pH, ciśnienie osmotyczne w warunkach sterylnych. W przypadku hodowli komórek zwierzęcych podłoża zwykle zawierają 5–10% surowicy krwi. Większość komórek rośnie w formie pojedynczej warstwy na powierzchni naczynia hodowlanego, rzadziej rosną zawieszone w pożywce.
Komórki do hodowli wirusów mogą rosnąć jako kultury pierwotne (komórki pozyskane bezpośrednio z tkanek zwierząt), diploidalne linie komórkowe lub ciągłe linie komórkowe (nieśmiertelne, pochodzenia nowotworowego lub powstałe przez spontaniczną transformację diploidalnych).
Wiele wirusów zabija zainfekowaną komórkę, dokonuje w nich uszkodzeń, które stają się widoczne w monowarstwie hodowanych komórek. Zmiany spowodowane wtargnięciem wirusa do komórki nazywa się efektem cytopatycznym. W większości przypadków zmiany te w komórkach zwierzęcych można zaobserwować pod zwykłym mikroskopem świetlnym.

## Wykrywanie wirusów
Same wirusy mogą być uwidocznione tylko za pomocą mikroskopu elektronowego, i w dodatku muszą występować w ilości powyżej 1011 cząstek na ml. W związku z tym wirusy na ogół wykrywa się następującymi metodami pośrednimi:
- namnażanie wirusów w odpowiednich hodowlach komórkowych i badanie, jakie następstwa powoduje infekcja;
- techniki serologiczne – badanie interakcji między wirusem a przeciwciałem skierowanym przeciwko niemu[6] (np. testy wykorzystujące aglutynację, immunofluorescencję, testy radioimmunologiczne, ELISA, western blot[2]);
- wykrywanie wirusowego kwasu nukleinowego – często stosuje się PCR[6].

## Oczyszczanie preparatów wirusowych
Materiał płynny zawierający wirusy jest przesączany przez filtry o porach różnej wielkości. Przesącz taki jest pozbawiony bakterii, ale oprócz wirusów zawiera również obce cząsteczki i sole. W celu ich oddzielenia można stosować dializę, wirowanie i ultrawirowanie (na ogół 40 000–100 000 × g). Wiriony można strącać przez dodatek niektórych nieorganicznych soli (np. siarczan amonu, siarczan sodu), etanolu, acetonu. Inną metodą wytrącania jest doprowadzenie roztworu do takiego pH, w którym wirus traci ładunek elektrostatyczny (punkt izoelektryczny). Ponadto stosuje się różne metody chromatograficzne (adsorpcyjna, jonowa, żelowa, powinowactwa). W procesach oczyszczania mogą przykładowo brać udział receptory na powierzchni wirusów, które w określonych warunkach wiążą się z innymi komórkami.

## Zastosowanie hodowli wirusów
Hodowla wirusów umożliwia:
- izolację i identyfikację wirusów w materiale klinicznym;
- produkcję szczepionek i antygenów dla testów serologicznych;
- przeprowadzanie badań nad wirusami[8].